# Briance
Die Briance (im Oberlauf auch: Grande Briance) ist ein Fluss in Frankreich, der im Département Haute-Vienne in der Region Nouvelle-Aquitaine verläuft. Sie hat ihren Ursprung im Regionalen Naturpark Millevaches en Limousin, wo sie im Gemeindegebiet von La Croisille-sur-Briance durch Zusammenfluss zweier Quellbäche entsteht. Die Briance entwässert generell in nordwestlicher Richtung und mündet nach rund 58 Kilometern bei L’Aiguille, im Gemeindegebiet von Bosmie-l’Aiguille als linker Nebenfluss in die Vienne.

## Orte am Fluss
- Saint-Vitte-sur-Briance
- Pierre-Buffière
- Solignac
- Le Vigen
- Bosmie-l’Aiguille